# Werner Selke
Werner Selke (* 7. Februar 1901 in Rügenwalde, Pommern; † 18. September 1971 in Hamburg) war ein deutscher Agrikulturchemiker, insbesondere auf den Gebieten der Bodenuntersuchung, Pflanzenernährung und Düngung.

## Leben
Selke studierte Naturwissenschaften in Marburg und Braunschweig und promovierte 1925 an der Universität Halle zum Doktor der Naturwissenschaften. Während des Studiums wurde er 1919 Mitglied der Burschenschaft Sigambria Marburg im ADB. Diese ging 1930 in der Burschenschaft Hercynia Marburg (DB) auf, der Selke fortan angehörte. Nach sechsjähriger Assistentenzeit an der Landwirtschaftlichen Kontrollstation Halle/S. wechselte er 1931 als Leiter der Abteilung für Agrikulturchemie an die Landwirtschaftliche Versuchsanstalt Bad Lauchstädt. 1938 wurde er zum Leiter dieser Versuchsanstalt ernannt.

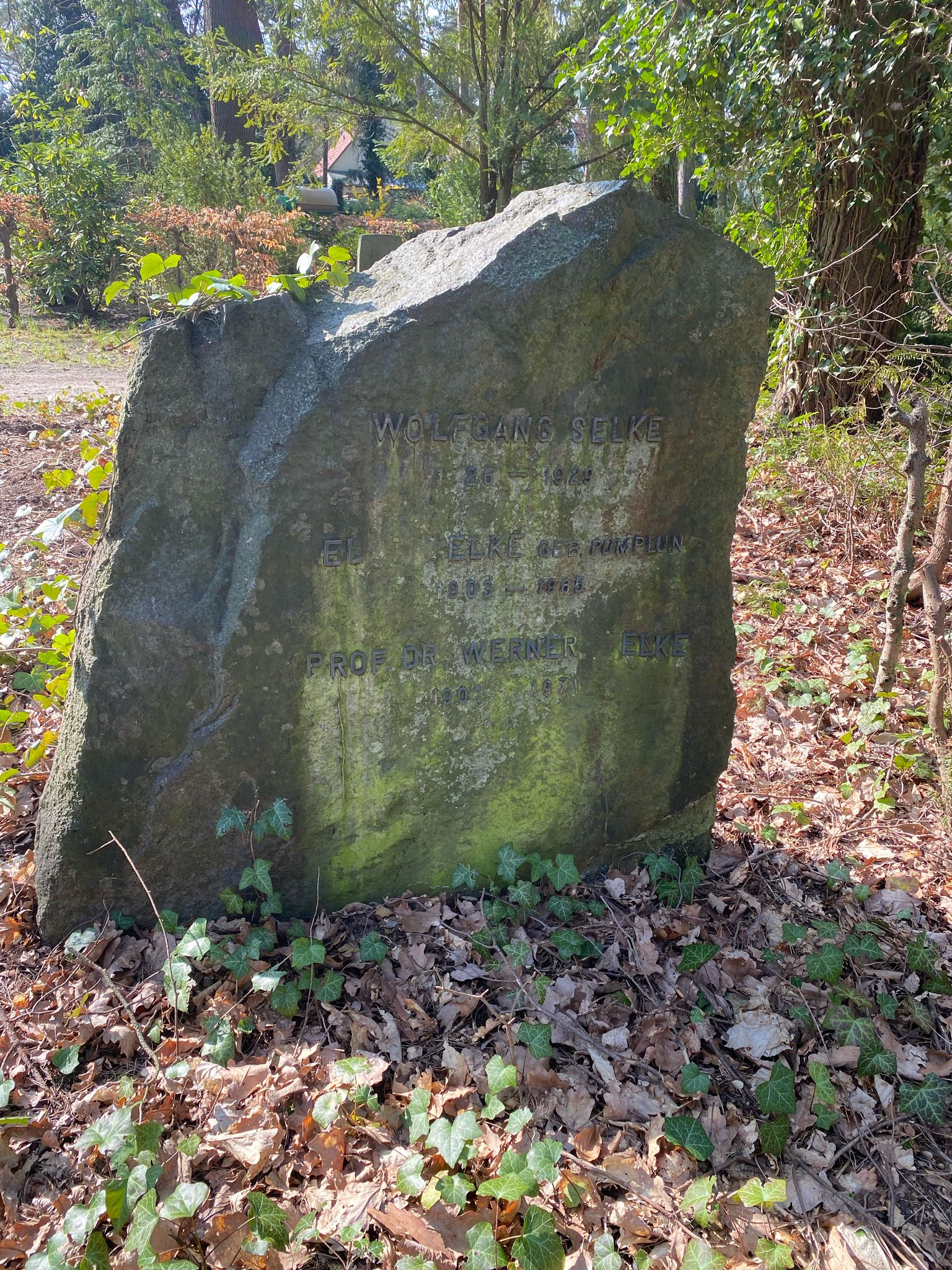
Grabstätte auf dem Waldfriedhof Kleinmachnow

Mit wegweisenden Arbeiten über die Stickstoff-Spätdüngung bei Getreide habilitierte sich Selke 1941 an der Universität Berlin. Ab 1942 leitete er das neu eingerichtete Landwirtschaftliche Untersuchungsamt und die damit verbundene Landwirtschaftliche Versuchsanstalt in Wien. 1945 kehrte er an seine frühere Wirkungsstätte nach Bad Lauchstädt zurück und übernahm nach Überführung der Versuchsanstalt in Akademie der Landwirtschaftswissenschaften der DDR, die Leitung der Abteilung „Landwirtschaftliches Untersuchungswesen“.
1955 wurde Selke zum Direktor des „Instituts für Landwirtschaftliches Untersuchungswesen Potsdam“ ernannt. Im folgenden Jahrzehnt hat er das Feldversuchswesen in den Bezirken Brandenburgs vorbildlich ausgebaut und umfangreiche Düngungsversuche durchgeführt. Sein mehrmals aufgelegtes Buch Die Düngung gehörte in der DDR zu den Standardwerken auf dem Gebiet der Düngerlehre. Selke war Mitglied in zahlreichen nationalen und internationalen Fachgremien. Aufgrund seiner wissenschaftlichen Leistungen verlieh ihm 1956 die Akademie der Landwirtschaftswissenschaften der DDR den Titel eines Professors. 1960 wurde sein Wirken mit der Verleihung des Vaterländischen Verdienstordens in Bronze gewürdigt. Er starb während einer Reise 1971 in Hamburg. Beigesetzt wurde Werner Selke auf dem Waldfriedhof Kleinmachnow. 

## Veröffentlichungen (Auswahl)
- Die Düngung unter besonderer Berücksichtigung ihrer Aufgaben und Möglichkeiten im Rahmen des Wiederaufbaues. Deutscher Bauernverlag Berlin 1950. – Die nachfolgenden Auflagen unter dem Titel  Die Düngung: 2. erw. Aufl. ebd. 1955; 3. erw. Aufl. ebd. 1957; 4. ergänzte u. erw. Aufl. VEB Deutscher Landwirtschaftsverlag Berlin 1965.